# Marshfield (Gloucestershire)
Marshfield è un villaggio e parrocchia civile dell'Inghilterra, appartenente alla contea del Gloucestershire.